# Frank Lucas
Frank Lucas, född 9 september 1930 i La Grange i North Carolina, död 30 maj 2019 i Cedar Grove i New Jersey, var en amerikansk heroindistributör från sent 1960-tal till tidigt 1970-tal. Han blev beryktad för att ha organiserat knarksmugglingen från Asien till USA genom att använda de döda amerikanska soldaternas kistor som gömställe för det nästan 100% rena heroinet.
Han blev till slut dömd till ett fängelsestraff på 70 år. Straffet sänktes senare till 15 år. Han blev frisläppt från fängelset 1991.
Anmärkningsvärt är att den före detta New Jersey-polisen Richard M. "Richie" Roberts som satte dit Frank Lucas senare blev hans försvarsadvokat. 
Regissören Ridley Scott skildrar Frank Lucas liv i filmen American Gangster (2007). Uppgifterna som filmen baseras på har dock ifrågasatts av många och bör därför inte anses vara mer än delvis biografisk.